# 초대형 방사포

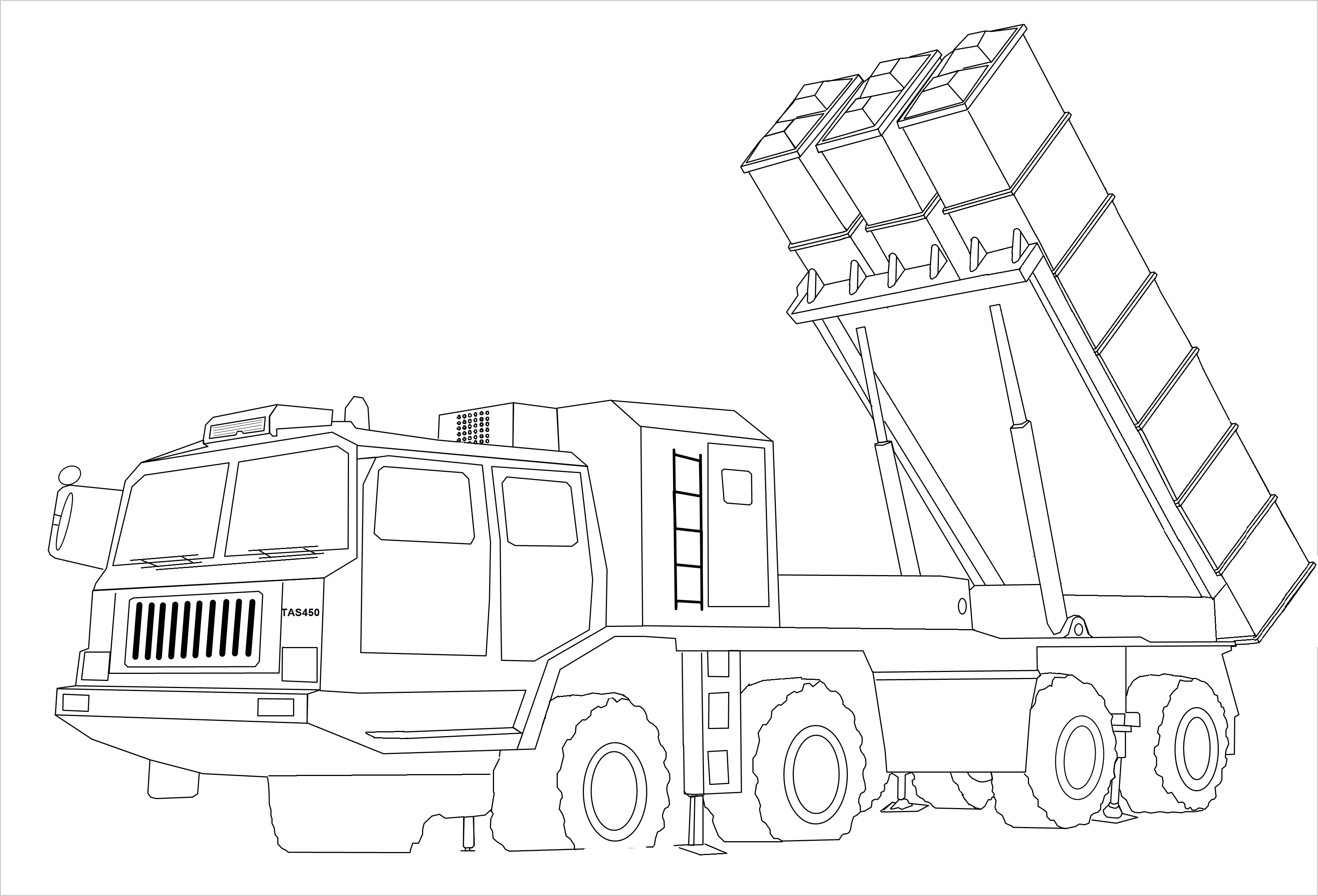
중국의 425 mm WS-2D 다연장. 사거리 480 km이다.

초대형 방사포(超大型放射砲)는 북한이 개발한 최신형 600 mm 대구경 방사포를 말한다. 한국군 분류코드 19-5 SRBM이다. KN-25라고도 부른다. 장사정포 중에서 가장 사거리가 긴 380 km이다.

## 역사
2019년 8월 24일, 북한이 초대형 방사포를 시험발사했다고 보도했다. 김정은이 직접 참관했다. 400 mm 방사포를 최초로 개발한 것으로 추측된다. 중국 웨이스 로켓 WS-2D의 구경이 425 mm이다. 최소 60 km 최대 480 km까지 날아간다고 알려져 있다.
24일 새벽 함경남도 선덕 일대에서 동해 상으로 발사체 2발을 발사했다. 합동참모본부에 따르면 발사체의 최고 고도는 97 km, 비행거리는 약 380여 km로 탐지됐다.
북한이 공개한 사진에서는 원통형 발사관 4개가 트럭에 장착되어 있었다. 로켓 탄두 부분에는 카나드가 달려 있었다. 무유도가 아니라 유도 방식이라는 의미이다. 다연장 로켓이 유도가 되면서 사거리 480 km 이면, 그냥 단거리 탄도 미사일과 같은데, 다만 탄두중량이 매우 적은 의미일 뿐이다.
휴전선에서 부산까지 360 km 거리이다. 따라서 사거리 480 km 방사포는 제주도를 제외하고는 남한 거의 전역을 공격할 수 있다.
탄두중량 90 kg 천무는 단 한 발로 서울 경복궁 전체 면적의 70% 이상을 초토화할 수 있다. 한 발에 자탄 900발이 탑재되어, 축구장 3개 면적을 초토화한다. 그런데 WS-2D의 탄두중량은 250 kg으로 알려져 있다.
브라질에는 450 mm 구경 아스트로스 II MLRS가 있다. 그러나 사거리는 매우 짧다.
한국 전문가들은 초대형 방사포가 직경 400 mm를 넘어서는 거 같다고 분석한다.

## 파생형
- KN-25: 구경 600 mm, 사거리 400 km
- 신형 KN-25:  구경 600 mm, 사거리 500 km

2020년 10월 열병식에서 KN-25는 4·5·6연장 등 3종이 공개됐다.

## 배경
향후 INF 조약 폐기로 인해 중국을 압박하는 미국의 미사일들이 한국에 대량 배치될 것이 거의 기정사실화 되고 있어서, 중국도 북한에 대한 첨단무기 판매나 기술제공을 더욱 적극적으로 할 것이 예상된다. INF 조약 폐기의 주요한 이유가, 중국군과 북한군은 노동급 중거리 탄도 미사일을 엄청나게 배치하고 있는데, 주한미군과 주일미군은 미소간의 INF 조약 때문에 노동 미사일 배치를 전혀 못하고 있다는 불만이었다. 그래서 향후 한국과 일본에 대규모 미사일 배치를 한다는 것이 미국의 의도다.
현재 중국은 군사만이 아니라 경제로도 미국에 도전하고 있으며, 물류혁신 일대일로, 최첨단 IT 산업 화웨이, 달러화의 기축통화 세가지 측면에서 미국 경제를 공격하고 있다. 중국이 세가지 핵심분야로 미국에 매우 큰 위협이 되고 있어서, 이런 경제전쟁과 맞물려 동북아 주한미군과 주일미군의 전력을 대폭 강화하려는 미국의 의도가 자주 보도되고 있다.
물류혁신 일대일로에 대해, 미국은 자유롭고 열린 인도 태평양 전략으로 맞대응하며 한국을 참여시키려고 하는데, 일본은 최초에 바로 참여했으나, 한국 문재인 정부는 아직도 반대하고 있다. 그러나 미중간의 경제전쟁과 군비증강대결은 도널드 트럼프 대통령 개인의 정책이 아니라 여야가 합치된 견해이기 때문에, 앞으로 중국은 더욱 북한에 최첨단 무기와 경제지원을 할 것이며, 한미일은 역시 맞대응해 대규모 군비증강을 하려고 한다.

## KN-25
2019년 9월 4일, 북한이 2019년 8월 24일 함경남도 선덕에서 동해로 발사한 후 ‘초대형 방사포’라고 주장한 발사체에 주한미군이 KN-25라는 코드명을 붙인 것으로 확인됐다. 이 발사체의 직경(탄두 지름)은 600mm이고 사실상 신형 단거리탄도미사일(SRBM)로 평가됐다. 주한미군은 이런 분석 결과를 미 인도태평양사령부와 미 국방부에 보고했고 한국군과도 공유한 것으로 알려졌다. 복수의 정부 소식통에 따르면 주한미군은 이 발사체를 분석한 뒤 북한이 7월 31일과 8월 2일에 쏜 신형대구경조종방사포와 다른 기종이라는 결론을 내렸다. 직경이 더 크고 탄체도 더 긴 새로운 기종으로 판단했다는 것이다.

## 분석

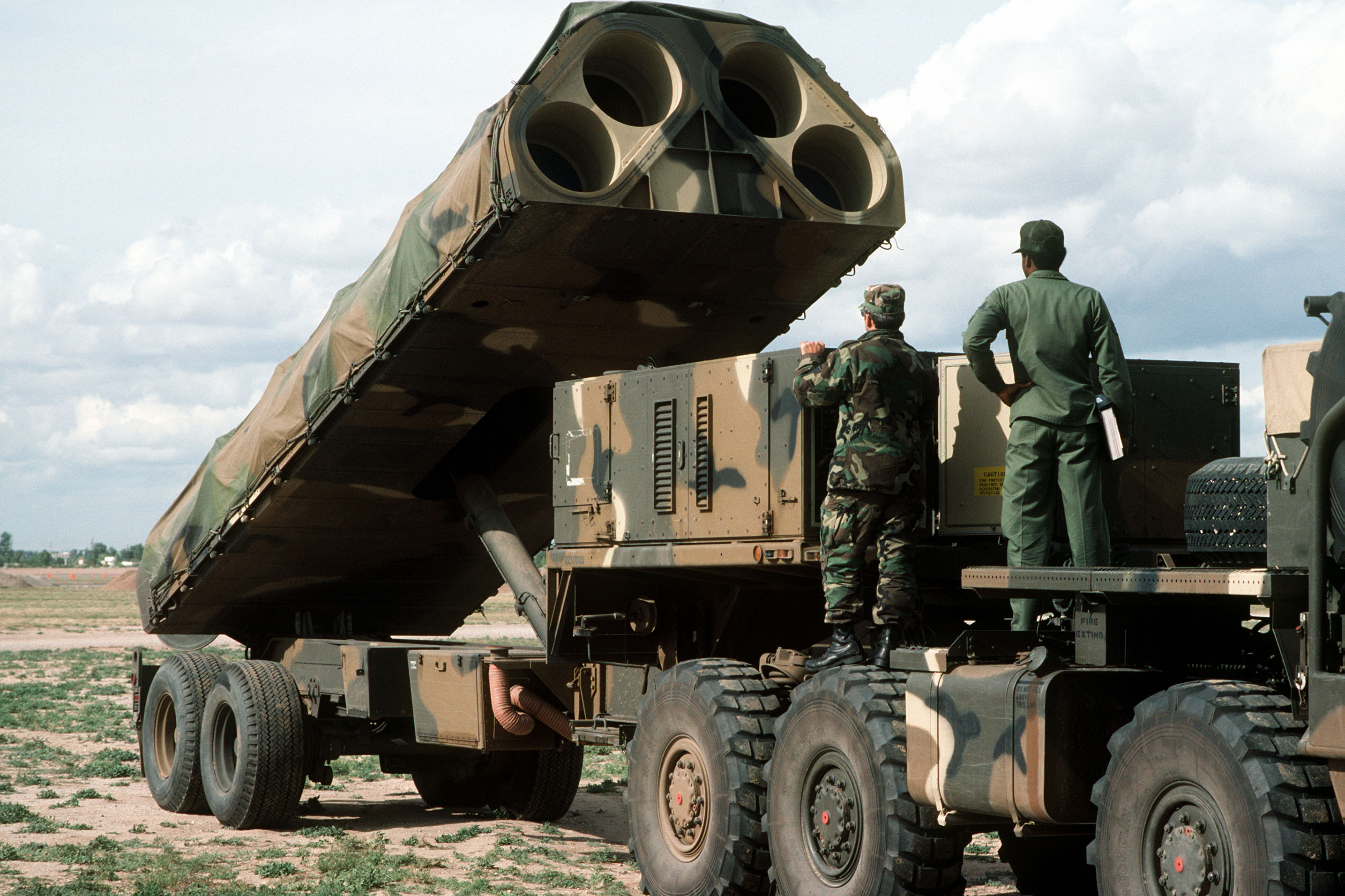
미국의 직경 533 mm 그리폰 미사일. 토마호크 미사일의 지상발사 버전이다. 트럭에 원형 발사관 4개인 점이 북한 초대형 방사포와 같다.

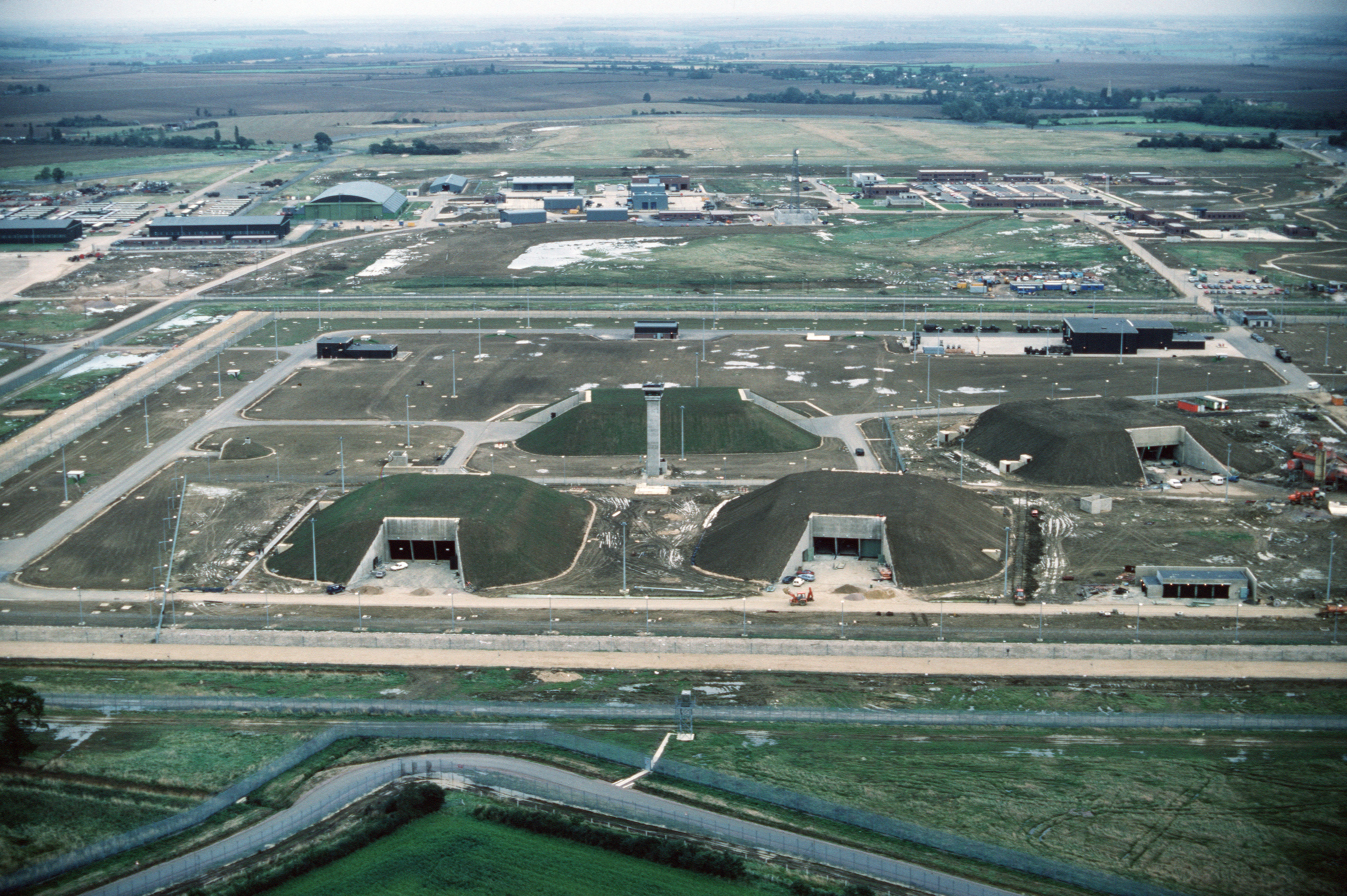
모스크바에서 2470 km 떨어진 영국 몰즈워스 공군기지의 그리폰 미사일 기지. 1986년 배치되자마자 1987년 INF 조약으로 폐기되었다.

로켓의 직경이 400 mm, 500 mm, 600 mm 라는 다양한 분석이 있다. 한국군 소식통은 “내부 장착을 위한 여유 공간을 고려하면 방사포탄의 직경은 400∼500mm로 추정된다”고 말했다.
신종우 한국국방안보포럼(KODEF) 선임분석관은 조선일보와 인터뷰에서 "북한이 초대형 방사포 발사에 사용한 차량은 122 mm 방사포 발사차량을 개조한 것으로 보인다”며 “차량 폭 2.5 m 등의 크기를 감안할 때 방사포 직경이 500mm가량 될 수도 있다고 본다"고 말했다.
제프리 루이스 소장은 "아직 최종 분석이 남았지만, 현재로서는 (북한 초대형 방사포의) 탄두 지름이 600 mm로 추정된다"고 밝혔다. 마커스 쉴러 박사는 "로켓의 크기와 형태로 볼 때 이란의 젤잘 또는 파테-110 미사일과 성능이 유사한 것으로 추정된다"고 말했다. 젤잘 로켓은 직경 610 mm, 무유도 로켓인데, 여기에 유도기능을 넣은 것이 파테-110 미사일이다.
이란 파테-110 미사일의 최신 버전은 파테-313으로 사거리 500 km, 직경 610 mm (24인치)이다. 미국의 에이태킴스 미사일도 직경 610 mm (24인치)이다.
로켓 발사관 직경이 533 mm 이면 토마호크 미사일을 발사할 수 있다. 즉, 고체연료 로켓이 아닌 제트엔진의 순항미사일 발사가 가능하다. 브라질의 아스트로스 II MLRS가 직경 450 mm 인데, 고체연료인 일반 다연장 로켓 대신 순항미사일도 발사할 수 있다. 토마호크 미사일은 사거리 2500 km이다. 러시아판 토마호크인 Kh-55는 직경이 533 mm인데 길이가 토마호크 보다 더 길어서, 순항거리 5000 km이다.
신형대구경조종방사포는 한국군 분류코드 19-2 SRBM, 19-3 SRBM이며, 초대형방사포는 19-5 SRBM라고 부른다. 한국군은 2019년부터 북한의 미사일에 대해 미군과 달리 독자적인 분류코드를 부여하기 시작했다.

## 사거리
군사전문가들은 직경이 600mm로 추정되는 초대형 방사포가 최대 480km 떨어진 목표를 타격할 수 있다고 분석한다. 이는 강원도 원산에서 쏘면 부산까지 사정권에 포함됨을 의미한다.
2022년 12월 31일, 합참과 일본 방위성의 분석을 종합하면 31일의 SRBM 3발은 최대 고도 100km, 비행거리 350여km를 날아서 KN-25일 것으로 추정됐다.
2022년 5월 7일, 신승기 한국국방연구원 연구위원은 '북한 인민군 창건 주년 기념 열병식 평가 및 함의' 보고서에서 "기존 KN-25와 신형 KN-25 발사 차량 모두 4축 차륜형이지만 전방 2축과 후방 2축 사이 간격 차이가 소폭 있어 보인다"며 "따라서 기존 KN-25 대비 전장이 소폭 확대된 것으로 추정된다"고 분석했다. 그는 "확대된 전장만큼 추진제 추가 탑재로 기존의 KN-25(400~500㎞) 대비 사거리가 500㎞ 전후로 소폭 증가했을 것으로 판단되며 탄두 중량 역시 소폭 증가했을 가능성을 배제하기 어렵다"며 "그 결과 제주도를 포함한 한반도 전역이 신형 KN-25 사정권에 포함될 것으로 전망된다"고 말했다.
2023년 1월 1일, 합동참모본부는 "북한이 2시 50분께 평양 용성 일대에서 동해상으로 단거리 탄도미사일 1발을 발사했다"고 밝혔다. 북한 탄도미사일은 400km를 비행 후 동해상에 탄착했다.

## 발사기록
2020년 3월 2일, 초대형방사포 2발을 20초 간격으로 동해상으로 발사했다. 6차 발사로서, 고도 35 km, 사거리 240 km였다. 최고고도 30 km인 패트리어트 보다 높게 비행하며, 최저고도 50 km인 사드 보다 낮게 비행했다. 국산 천궁 미사일은 최고고도가 15 km라는 보도도 있고, 40 km라는 보도도 있어서, 요격 사거리가 되는지는 분명하지가 않다. 240 km 거리는 평택 주한미군 기지 캠프 험프리스를 겨냥한 것으로 분석되었다.

## 파테-110

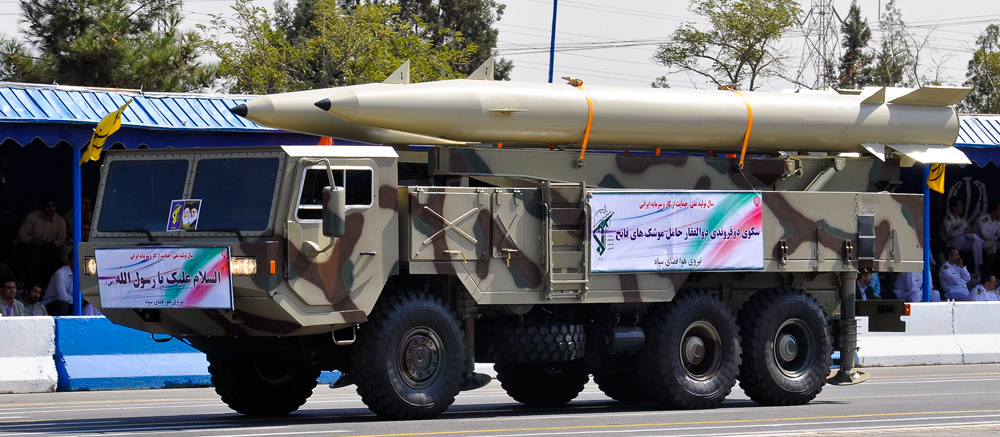
이란의 파테-110 미사일은 2발을 한 트럭에 탑재한다.

직경 600 mm 초대형방사포와 비슷한 직경의 미사일로, 이란의 직경 610 mm 파테-110 SRBM이 있다. 다양한 버전이 있는데, 사거리 200-300 km, 탄두중량 450-650 kg, 속도 마하3-5, 초대형방사포와 같이 탄두부에 카나드 날개가 달려있다. 2018년 이란은 파테 모빈이라는 업그레이드 키트를 공개했다. 이 키트는 기존의 파테-110 미사일에 장착할 수 있으며, 종말유도를 위해 적외선 카메라 유도장치가 탑재되었다.

## 핵탄두

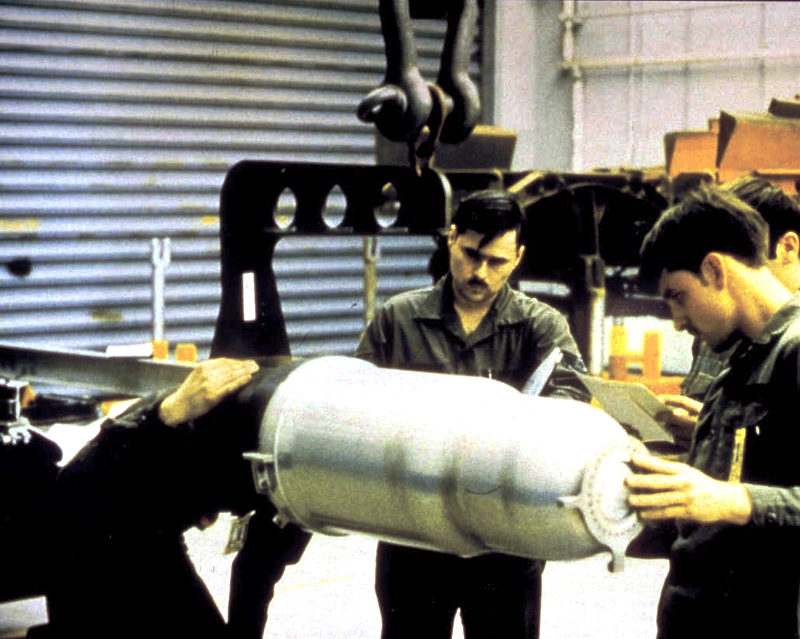
미국 토마호크 미사일에 탑재되는 직경 300 mm W80 핵탄두

이란이나 북한이 탄두중량 500 kg인 SRBM을 핵무기로 사용한다며 공개한 적은 없지만, 탄두중량 500 kg이면 500 kt 수소폭탄을 탑재할 수 있다.
2022년 12월 31일, 김정은 북한 국무위원장은 31일과 1일 각각 발사한 초대형 방사포(600㎜)에 대해 "남조선전역을 사정권에 두고 전술핵탑재까지 가능한 공격형 무기"라고 주장했다. 조선 노동당 중앙위원회 제8기 6차전원회의 연설에서 이같이 말했다.
미들버리 국제학연구소의 제프리 루이스 동아시아 비확산 프로그램 소장은 “북한의 대형 방사포는 핵탄두 탑재가 가능해질 것”이라는 전망을 내놨다. 루이스 소장은 “북한의 대형 방사포 가운데 일부는 유도 기능을 갖췄고, 600㎜ 대구경 방사포(초대형 방사포)는 핵탄두 탑재가 가능하게 될 것”이라고 내다봤다.
정부의 한 당국자는 “북한이 2016년 3월에 공개했던 핵탄두 모형을 보면 직경(구경) 600mm정도로 보인다”며 “600mm 초대형방사포에 핵탄두에 탑재하려면 그보다 더 구경이 작아져야 하기 때문에 7차 핵실험을 통해 직경 600mm미만 크기의 핵무기를 개발하려고 할 것”이라고 내다봤다. 따라서 북한이 근래에 핵실험 준비를 마친 함경북도 길주군 풍계리 핵실험장 3번 갱도에서 7차 핵실험을 감행한다면 초대형 방사포 등에 탑재할 수 있는 소형화된 핵무기 개발용으로 추정된다고 이 관계자는 분석했다.
차두현 아산정책연구원 수석연구위원은 11일 '북한 대남/대외정책은 변화할 것인가? : 코로나-19 변수를 중심으로'란 글에서 "'초대형 방사포는 중·장거리 핵전력이라고 할 수는 없지만 한반도와 그 인근에 대한 확실한 위협이며 핵 탑재도 가능하다"고 밝혔다.
600㎜급 초대형 방사포에 핵탄두를 다는 것은 어렵지 않다. 미국이 냉전 시대 때 보유한 전술핵 중 155㎜ㆍ203㎜ 곡사포 포탄은 물론 핵지뢰ㆍ핵배낭도 있었다. 1950년대와 1960년대에 미국은 다양한 경량 핵폭탄을 개발했다. 가장 작은 것은 W54 핵탄두로서, 직경 10.75 인치 (270 mm), 길이 15.7 인치 (400 mm), 무게 23 kg (50 lbs)이다. 기계식 타이머에 의해 점화되며, TNT 10 톤에서 1 KT 폭발력이다. W54 핵탄두는 데이비 크로켓 핵대포에 사용되었다.
현재 미국 토마호크 미사일에 탑재되는 W80 핵탄두는 직경 30cm, 무게 130 kg, 폭발력 150 kt의 수소폭탄이다. 북한의 초대형 방사포의 직경은 600 mm나 되기 때문에, 토마호크 미사일에 탑재되는 직경 300 mm W80 핵탄두를 장착할 수도 있다고 평가하는 것이 타당하다.
2022년 5월 5일, 국방 당국에 따르면 한국 정부는 북한이 이미 무게 400∼500㎏가량의 1~2kt(킬로톤·1kt은 TNT 1000t의 폭발력)급 경량 핵탄두 제작을 완성한 정황을 포착했다. 당국이 파악한 소형 핵탄두의 직경은 60㎝ 미만 수준으로 전해졌다. 초대형 방사포 탄두중량이 대략 500 kg 정도 되며, 직경은 600 mm 미만이다.
2011년 부터 한국의 독자 핵무장을 주장한 서균렬 서울대 교수에 따르면, 100 kt 수소폭탄에는 플루토늄 5 kg이 들어가고, 핵실험도 필요없다고 한다. 서균렬 교수의 100 kt 핵탄두가 직경 600 mm 미만이라는 것은, 미국의 기존 핵탄두들의 직경과 폭발력을 살펴보면, 쉽게 추정이 가능하다.
미국에서는 직경 600 mm 핵폭탄을 많이 생산했다. B83 핵폭탄은 직경은 작지만, 무게가 1톤이나 되어서, 초대형 방사포에는 탑재가 불가능할 것으로 보인다. 다른 핵폭탄들은 모두 가볍다.
- W70 핵탄두. 직경 460 mm, 폭발력 100 kt, 박정희 정부 당시 주한미군 랜스 미사일에 탑재.
- W85 핵탄두. 직경 330 mm, 폭발력 80 kt, 퍼싱 II 미사일.
- W50 핵탄두. 직경 390 mm, 폭발력 400 kt, MGM-31 퍼싱 미사일.
- W80 핵탄두. 직경 300 mm, 폭발력 150 kt, 토마호크 미사일
- B83 핵폭탄. 직경 460 mm, 폭발력 1.2메가톤, B-52, B-1, B-2, F-15E, F-16, F/A-18. 현재 사용중
- B61 핵폭탄. 직경 330 mm, 폭발력 340 kt, B-52, B-1, B-2, F-15E, F-16, F/A-18. 현재 사용중

### 핵물질 보유량
2022년 12월 16일, 정부출연 연구기관인 한국국방연구원은 '2022 하반기 북한군사포럼'을 개최했다. 이상규 한국국방연구원 안보전략연구센터 연구위원은 현재까지 북한이 생산한 고농축 우라늄은 최대 약 2044 kg, 플루토늄은 최대 78 kg으로 현재 핵무기 보유 규모는 88-89발 정도로 추정된다고 설명했다.
NRDC 토머스 코크란 박사의 1995년 보고서에 따르면, 고농축우라늄 4 kg, 플루토늄 2 kg이면 10 kt 핵폭탄을 만들 수 있다. 이 보고서 대로 계산하면, 고농축 우라늄 2044 kg, 플루토늄 78 kg이면 10 kt 핵폭탄 550발을 만들 수 있다. 폭발력을 높이면 핵폭탄 수량은 줄어든다.
2011년 부터 한국의 독자 핵무장을 주장한 서균렬 서울대 교수에 따르면, 100 kt 수소폭탄에는 플루토늄 5 kg이 들어간다. 이를 근거로 계산하면, 고농축 우라늄 2044 kg, 플루토늄 78 kg이면 100 kt 수소폭탄 220발을 만들 수 있다.
2016년 러시아 국영언론은 RS-28 사르마트 한 발로 프랑스 전체(551,695km²) 혹은 미국 텍사스주(695,662km²) 정도의 지역을 초토화 한다고 주장한다. 탄두중량 10톤이다. 미국 LGM-118 피스키퍼 ICBM은 300 kt W87 수소폭탄 10발을 탑재하고, 탄두중량 3.6톤이다. 대한민국의 면적은 100,210km²이다. 이를 단순히 계산하면, 탄두중량 1.44톤, 100 kt 핵폭탄 12발이면 대한민국이 초토화 된다. 북한의 핵물질 보유량은 이미 대한민국을 초토화하는 수량을 훨씬 넘어섰다. 그런데, 2022년 12월 31일, 김정은 국무위원장은 핵탄두 보유량을 기하급수적으로 늘리겠다는 방침을 밝혔다.

## 요격

### 연속발사
초대형 방사포 연속 발사 능력 역시 향상돼왔다. 지난해부터 이어진 시험발사에서 연발 사격 간격은 17분, 19분, 3분, 30초, 20초로 단축됐다. 연발이 가능해지면 그만큼 우리 군과 주한미군의 요격이 어려워진다.

### 탐지시간
장영근 교수는 "한꺼번에 줄줄이 초대형 방사포를 쏘면 아무리 (요격 체계) 성능이 좋아도 방어를 못한다는 게 문제"라며 "사거리 230㎞에 고도 30㎞면 3분 내에 한국에 떨어진다. 3분 내로 떨어지면 요격이 사실상 어렵다. 초대형 방사포탄이 내려올 때 마하 6~7이 되는데 패트리어트-3이나 탄도탄요격미사일 철매는 속도가 마하 4~4.5 밖에 안 된다. 못 잡는다"고 분석했다.
장 교수는 그러면서 "우리 군은 그린파인(탄도탄조기경보레이더)이나 이지스함 레이더로 탐지하는데 (북한 발사체가) 올라와서 20초 이상 흘러야 잡을 수 있어. 운 나쁘면 40~50초가 걸린다"며 "비행시간이 3분인데 무슨 수로 잡을 수 있겠나. 조기경보 위성이 있다면 잡을 수 있다"고 덧붙였다.
초대형 방사포는 직경이 60cm로 작고, 동시다발로 수백, 수천발이 날아오기 때문에 방어가 사실상 불가능하다. 비행고도가 약 35km여서 주한미군의 패트리어트 최고 요격 고도보단 높게 날고, 사드의 최저 요격고도보다 낮게 날아 우리 방공망의 사각지대를 파고들 수 있다. 신종우 한국국방안보포럼 사무국장은 "군사분계선과 40여km 떨어진 수도권에 동시다발적으로 방사포가 날아올 경우에는 현실적으로 요격이 어렵습니다."라고 말한다.

### 레이더 방향
패트리어트 레이더는 전방으로 고정되어 있다. 따라서, 초대형 방사포가 고고도에서 패트리어트 레이더 후방까지 지나서, 선회비행을 해서 패트리어트를 공격할 수 있다. 후방에 사드가 있지만, 사드 요격미사일의 수량은 매우 제한적이다. 패트리어트가 360도 전체를 탐지하지 못하는 문제가 있어서, 일본은 최신형 패트리어트 레이더를 구매했다. 최신형 레이더는 360도 회전하면서 후방까지도 탐지를 한다. 반면에, 국산 패트리어트인 천궁은 360도 회전하면서 후방까지 탐지를 한다.

### 미사일 오인
2022년 7월 22일, 국방부 당국자는 국방 분야 업무 보고와 관련, "(북한이) 섞어 쏘기를 하면 북한 장사정포인 대구경 방사포, 초대형 방사포는 미사일과 유사한 궤도를 그리면서 날아온다"며 "그러면 패트리어트가 미사일로 인식하고 요격한다. 패트리어트가 방사포를 요격하는 일이 벌어진다"고 설명했다. 이 당국자는 "북한 방사포는 탄약이 많은데 패트리어트는 비싸니 중요한 미사일 방어 자산이 낭비된다"고 말했다.

## 우크라이나 전쟁
2022년 9월 6일, 러시아가 우크라이나군의 고속기동포병로켓시스템(HIMARS·하이마스) 공격에 대응해 북한의 초대형 방사포 'KN-25' 구입을 추진하고 있다고 미국 시사주간지 뉴스위크가 보도했다.
- 고속기동포병로켓시스템(HIMARS·하이마스): 구경 227 mm 다연장 로켓
- 초대형 방사포: 구경 600 mm 다연장 로켓

## 천무
북한의 다연장로켓인 300㎜ 신형대구경조종방사포 및 구경 600㎜ 초대형방사포(괴물방사포) 위협에 대비해 2022년 전방 7개 사단에 국산 다연장 로켓 K239 천무를 획기적으로 증강배치한 것으로 나타났다. 북한 포병부대가 운영하는 300㎜방사포와 초대형방사포는 휴전선 인근에 전진배치해 수도권 및 계룡대 등 주요 군사기지에 가장 위협적인 포병 전력이다.

## 프로그

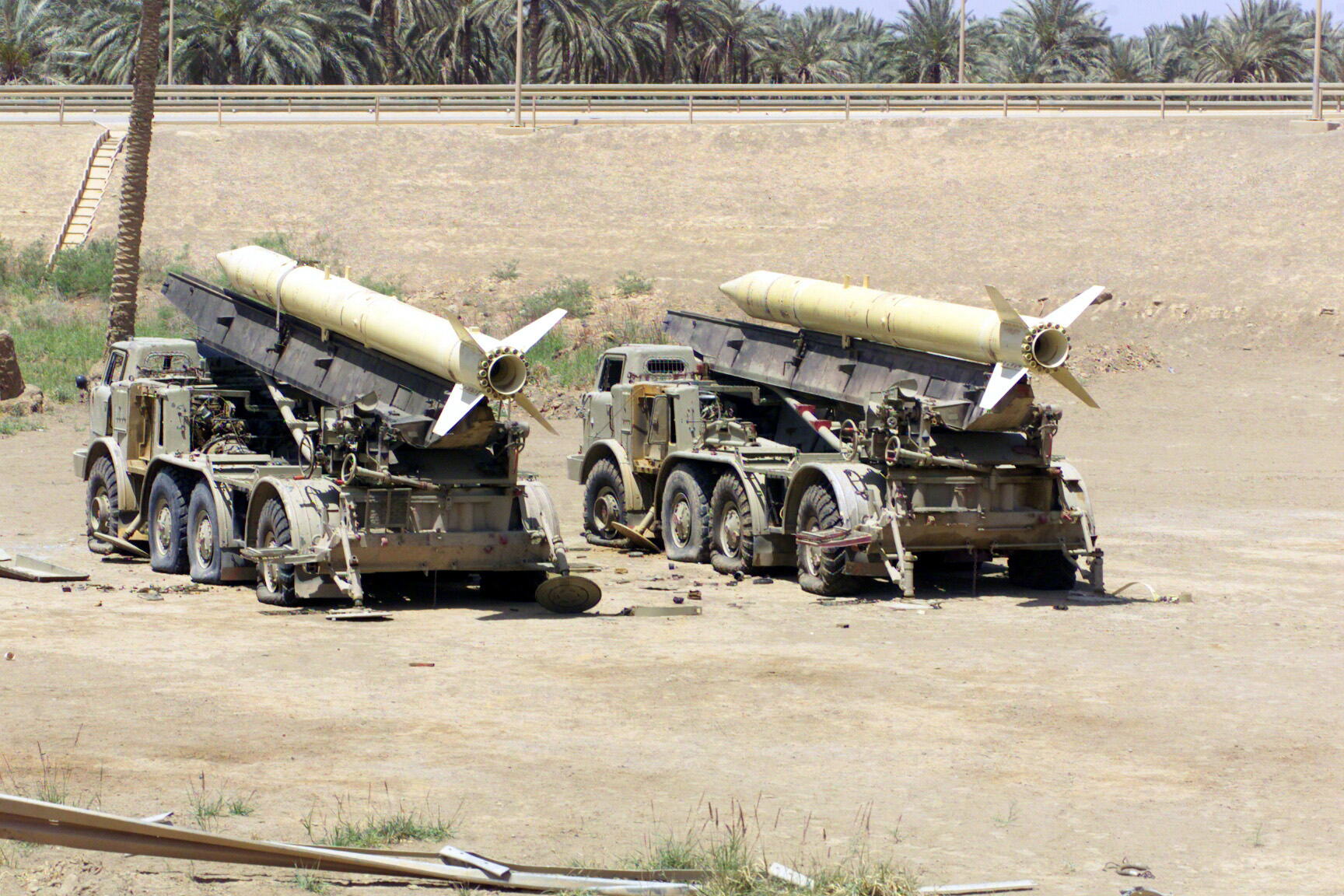
프로그-7 로켓

북한은 1990년대 까지 프로그와 스커드로 남한을 위협했다. 프로그-7은 자유낙하 무유도 로켓이고, 스커드는 유도 미사일이다. 그런데, 2022년 북한은 프로그와 매우 비슷한, 초대형 방사포로 남한을 위협하고 있다.
- 프로그-7, 직경 550 mm, 탄두중량 550 kg, 사거리 70 km, 속도 마하 3
- 초대형 방사포, 직경 600 mm, 탄두중량 500 kg, 사거리 500 km, 속도 마하 6

## 비교
전세계의 직경 600mm 단거리 탄도 미사일은 다음과 같다.
- FROG-3,  소련, 무게 2.2톤, 무유도, 사거리 30 km, 소련 최초의 전술유도탄
- FROG-7,  소련, 직경 550 mm, 길이 9 m, 무게 2.5톤, 무유도, 사거리 70 km
- 에이태킴스 미사일,  미국, 직경 610 mm, 길이 4 m, 정밀유도, 무게 1.5톤, 2연장 발사대
- KTSSM,  대한민국, 직경 610 mm, 길이 4 m, 무게 1.5톤, 정밀유도, 2연장 발사대, 에이태킴스 국산화, 차기전술유도탄
- 파테-110,  이란, 직경 610 mm, 길이 10 m, 정밀유도, 2연장 발사대
- 젤잘-2,  이란, 직경 610 mm, 길이 10 m, 무유도, 2연장 발사대
- 초대형방사포,  조선민주주의인민공화국, 직경 600 mm, 길이 10 m, 정밀유도, 4연장 발사대

에이태킴스는 육군전술유도탄의 영어약자이다. 대략 직경 600mm 미사일들을 전술유도탄이라고 부르고 있다.

## 제원 (파테-110 블록4)
- 길이: 10 m (대략)
- 직경: 610 mm
- 사거리: 300 km (이란), 380 km (북한)
- 탄두중량: 650 kg
- 발사대: 4 x 4 트럭, 2연장 (이란), 4연장 (북한)
- 최대고도: 98 km (북한)
- 최고속도: 마하 3
- 정확도: 정밀유도
- 유도방식: INS, GPS

## 같이 보기
- 신형대구경조종방사포
- KN-09